# Little Dado
Little Dado (bürgerlicher Name: Eleuterio Zapanta; * 1. Januar 1916 in La Carlota City; † 7. Juli 1965) war ein philippinischer Boxer im Fliegengewicht.

## Profikarriere
Im Jahre 1932 begann Zapanta, der unter seinem Ringnamen deutlich bekannter war, seine Profikarriere. Dado boxte ab 1937 auch in den USA, konnte einige bemerkenswerte Siege erkämpfen und wurde am 14. Dezember 1939 als universeller Weltmeister anerkannt. Am 21. Februar 1941 kam zudem mit einem einstimmigen Punktsieg gegen  Jackie Jurich der Weltmeistergürtel der NBA hinzu. Beide Titel hielt er bis 1942.
Im Jahre 1943 beendete Dado nach 72 Siegen bei 6 Niederlagen und 11 Unentschieden seine Karriere.